# Системи за наводњавање методом кап-по-кам или микро-наводњавање
Наводњавање кап по кап или микронаводњавање, представља скуп најновијих техника које имају заједничке карактеристике:
1. Локализовање или снабдевање гајених биљака водом, влажењем само једног дела од целокупне ризосверне зоне, и то непосредно уз биљку
2. Учесталост наводњавања, све до непрекидног заливања врло малим секудним протоцима
3. Влажење површине је ограничено само на зону кореновог система, чиме је ограничен и волумен влажног земљишта
4. Из друге и треће тачке, произилази да се техником наводњавања дају врло мале заливне норме
5. Заливање методом кап по кап праћено је применом растворљивих минералних ђубрива

Неких од старијих површинских начина заливања, као што су заливање широкоредних култура методом инфилтрационих бразди или базенима, инсипирисани су овом техником, али за њихову примену потребан је знатан утрошак људског рада. У данашње време, захваљујући довођењу воде цевоводима под притиском, могуће је применити таква техничка решења, односно системе за наводњавање, којима се знатно лакше управља, који се лако аутоматизују и чијом се применом губици воде своде на минимум.

## Локализовање воде при заливању
Техника наводњавања методом кап по кап састоји се у влажењу малим протоцима различитих делова зоне кореновог система, тако да се у овој влажност земљишта одржава на ниским тензијама. У тим условима, воду са хранљивим материјама биљке усвајају без посебних тешкоћа.

У случају вишегодишњих култура засађеним на већем међуредном растојању, локализовање влажења може да интересује само једну непрекидну пантљику, тако да међуредна површина земљишта остаје сува и увек проходна. Међутим у сушнијим амбијентима и на земљиштима тежег механичког састава, повољнији је влажити што је могуће већу површину, те "локализовање воде" није увек детерминатна карактеристика метода заливања кап по кап.

## Учесталост заливања
Систем за наводњавање кап по кап је потпуно виксна или полувиксна инсталација, којом се заливања изводе незнатним маневрисањем на опреми за регулисање протицање воде и без већег напора. Зато је ово, за разлику од других техника наводњавања, врло лако поновити заливање, ако је потребно и сваког дана.

Учесталим заливањем постиже се одржавање константног нивоа влажности земљишта (око оптимума за таду биљну врсту), без претераног влажења и изазивања асфиксије или "стреса" код биљака код недостатка воде.
Без сваке сумње да је свакодневно заливање најтипичнија карактеристика метода кап по кап и њему сличним методама. Да би се дале веће заливне норме и омогућило дубље продирање воде, наводњавања вишегодишњих засада са кореновим системом велике усисне моћи ипак морају бити нешто ређа.

## Метода кап по кап као посебна техника наводњавања
Заливање кап по кап почива на посебној техници коју карактеристише релативно уједначена расподела заливне норме путем многобројних малих излаза начињених на цевоводима постављеним дуж редова културе. Обзиром на њихову функцију на иригационој мрежи, ови цевоводи могли би се назвати капљајућа крила (по аналогији са кишним крилима) или капљајуће линије.

У воду за заливање готово увек се додају минерална ђубрива, тако да се биљкама обезбеђују идеални услови, не само у погледу санбдевања водом, већ и минералним хранивима.Природно је да техника предвиђа постављање извесних апаратура карактеристичних за метод наводњавања кап по кап, као што су: филтри, фертилизатори, разлицити вентили за регулисање протицања воде и притиска, командни пункт итд.Међутим, најтипичнији орган система, по коме се овај битно разликује од осталих, је сам дистрибутер воде, или капљач.

## Висока ефикасност система
Последице наведених појединости су, пре свега, смањење губитка воде при заливању, смањење људског рада и висока ефикасност узета као непосредна реакција гајених биљака на локализовану ферти-иригацију.

У почетку, техника наводњавања кап по кап претежно се ширила и била примењивана у сушнијим и полу аридним зонама (Израел, Аусталија, Калифорнија). Ово зато што се применом методом кап по кап постиже врло значајна уштеда воде, са једне и смањују губици, са друге стране.
У новије време, метод заливања кап по кап осваја и влажније зоне, јер се на овај начин, без много напора, и потрбне количине воде и минерална хранива директно доводе у зону кореновог система.

На пример, јагоде гајењем малчирањем површине земљишта црним полиетиленским фолијама, у целом свету наводњавају се методом кап по кап.